# 威艾島 (外赫布里底群島)
威艾島是蘇格蘭的島嶼，位於本貝丘拉島東南面的大西洋海域，屬於外赫布里底群島的一部分，面積3.75平方公里，最高點海拔高度102米，島上無人居住。
57°24′5″N 7°12′14″W / 57.40139°N 7.20389°W